# Orchard (Iowa)
Orchard es una ciudad ubicada en el condado de Mitchell en el estado estadounidense de Iowa. En el Censo de 2010 tenía una población de 71 habitantes y una densidad poblacional de 311,51 personas por km².

## Geografía
Orchard se encuentra ubicada en las coordenadas 43°13′39″N 92°46′31″O / 43.22750, -92.77528. Según la Oficina del Censo de los Estados Unidos, Orchard tiene una superficie total de 0.23 km², de la cual 0.23 km² corresponden a tierra firme y (0%) 0 km² es agua.

## Demografía
Según el censo de 2010, había 71 personas residiendo en Orchard. La densidad de población era de 311,51 hab./km². De los 71 habitantes, Orchard estaba compuesto por el 95.77% blancos, el 1.41% eran afroamericanos, el 2.82% eran amerindios, el 0% eran asiáticos, el 0% eran isleños del Pacífico, el 0% eran de otras razas y el 0% pertenecían a dos o más razas. Del total de la población el 0% eran hispanos o latinos de cualquier raza.